# Çetin Altan
Çetin Altan (n. 22 iunie 1927, Istanbul - 22 octombrie 2015) a fost un scriitor și publicist turc. El a fost între anii 1965 și 1969,  reprezentant al partidului Türkiye Ișçi Partisi, Partidul muncii din Turcia, membru al Parlamentului turc.
In zona literară , Çetin Altan este faimos ca un columnist și narator politic.
Fiii lui Altan, Ahmet Altan, jurnalist, și Mehmet Altan, profesor de economie, au fost arestati, în 2016, după tentativa de lovitură de stat.

## Premii
- 1973: Orhan-Kemal Premiul Pentru Literatură

## Opere (selecție)
- Büyük Gözaltı, 1972.
- Bir Avuç Gökyüzü, 1974.
- Viski, 1975.
- Küçük Bahçe, 1978.